# Gagok
Gagok – tradycyjne koreańskie długie pieśni liryczne wykonywane przy akompaniamencie tradycyjnych instrumentów koreańskich; obok pieśni sijo i gasa trzeci rodzaj pieśni jeongga (pol. „właściwa pieśń”).  
W 2010 roku gagok został wpisany na listę niematerialnego dziedzictwa UNESCO.

## Opis
Obok pieśni sijo i gasa, gagok jest jedną z form koreańskiej klasycznej muzyki wokalnej jeongga (pol. „właściwa pieśń”). Forma ta była szczególnie popularna na dworach arystokracji w okresie Joseon (1392–1897), kiedy to członkowie arystokracji śpiewali je, by kształtować charakter. 
W przeciwieństwie do innych form jeonggi, od XVI wieku śpiewakom pieśni gagok towarzyszy orkiestra kameralna złożona tradycyjnie z pięciu instrumentów: sześciostrunowej cytry geomungo (zwanej także komungo), wielkiego bambusowego fletu taegum, cylindrycznego aerofonu sei piri, dwu-strunowego instrumentu smyczkowego haegum i bębenka changgo. W XIX wieku orkiestra wzbogaciła się o dulcimer młoteczkowy yanggeum a w XX wieku o kolejne instrumenty: dwunastostrunową cytrę kayageum i flet prosty tongso. 
Do naszych czasów zachowało się 41 pieśni gagok: 26 na głosy męskie – tzw. namchang i 15 na głosy żeńskie – yeochang. Pieśni namchang cechuje geotsori – silny, niski głos; natomiast pieśni yeochang śpiewane są wysokim głosem – soksori. 
Pieśni gagok skomponowane są w uroczystej tonacji ujo lub melancholicznej gyemyeonjo, a ich teksty bazują na trzywersowej liryce koreańskiej sijo. Większość pieśni gagok ma bardzo wolne tempo a tekst 11-minutowej pieśni może obejmować jedynie 40 sylab. Melodie obejmują z reguły jedynie dwie oktawy.
W 1969 roku pieśni gagok zostały uznane przez władze Korei Południowej za ważny element niematerialnego dziedzictwa kulturowego (kor. 중요무형문화재) podlegającego ochronie. W 2010 roku gagok został wpisany na listę niematerialnego dziedzictwa UNESCO.